# Femmes au Sénat des États-Unis
50 femmes ont siégé au Sénat des États-Unis depuis sa création en 1789.
La première femme à siéger au Sénat est Rebecca Latimer Felton en 1922 (pour une seule journée), mais la première femmes à être élue est Hattie Caraway en 1932. 
14 femmes ont été nommés ; dont la moitié afin de succéder à leurs défunts époux.
À la suite des élections sénatoriales de 2016, 21 femmes siègent au Sénat, soit 21 % du total des membres. Cela constitue un record historique.

## Femmes par législature

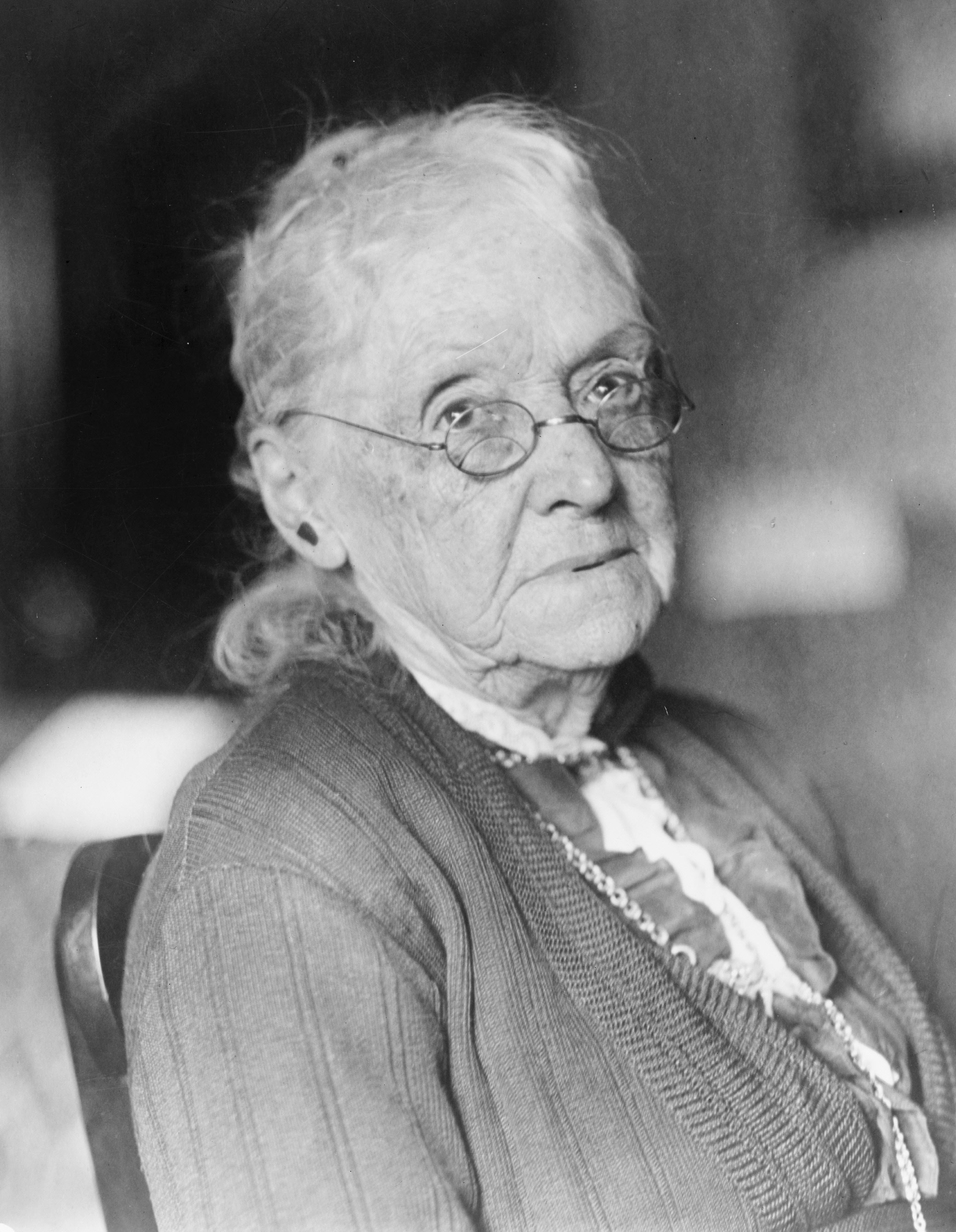
Rebecca Latimer Felton, sénatrice pour une journée en 1922.

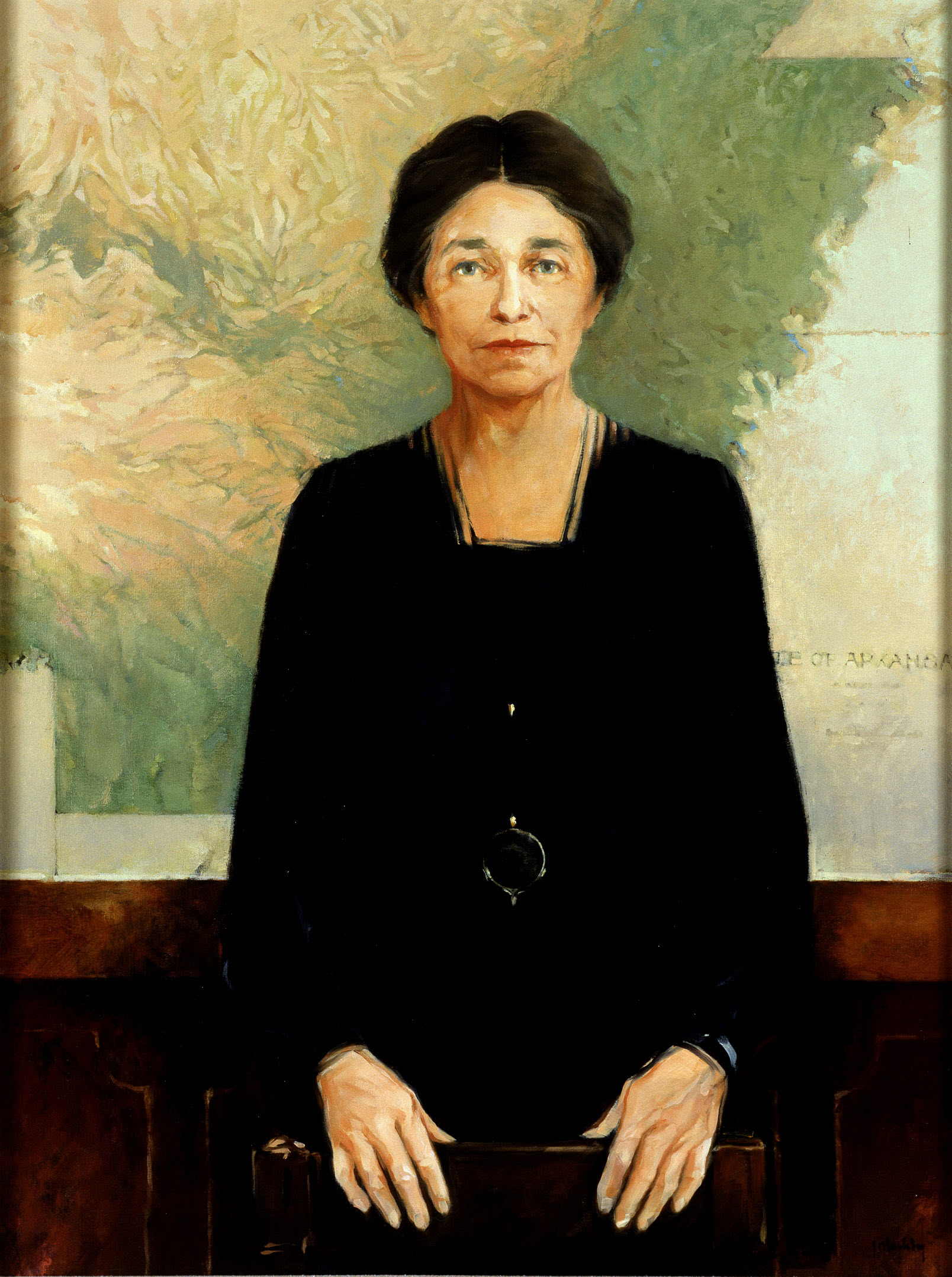
Hattie Caraway, nommée sénatrice en 1931, puis élue en 1932. Elle siège jusqu'en 1945.

| Congrès | Nombre de femmes |
| ------- | ---------------- |
| 67e     | 0                |
| 68e     | 0                |
| 69e     | 0                |
| 70e     | 0                |
| 71e     | 0                |
| 72e     | 1                |
| 73e     | 1                |
| 74e     | 2                |
| 75e     | 2                |
| 76e     | 1                |
| 77e     | 1                |
| 78e     | 1                |
| 79e     | 0                |
| 80e     | 1                |
| 81e     | 1                |
| 82e     | 1                |
| 83e     | 2                |
| 84e     | 1                |
| 85e     | 1                |
| 86e     | 2                |
| 87e     | 2                |
| 88e     | 2                |
| 89e     | 2                |
| 90e     | 1                |
| 91e     | 1                |
| 92e     | 2                |
| 93e     | 0                |
| 94e     | 0                |
| 95e     | 2                |
| 96e     | 0                |
| 97e     | 2                |
| 98e     | 2                |
| 99e     | 2                |
| 100e    | 2                |
| 101e    | 2                |
| 102e    | 4                |
| 103e    | 7                |
| 104e    | 9                |
| 105e    | 9                |
| 106e    | 9                |
| 107e    | 13               |
| 108e    | 14               |
| 109e    | 14               |
| 110e    | 16               |
| 111e    | 17               |
| 112e    | 17               |
| 113e    | 20               |
| 114e    | 20               |
| 115e    | 21               |

## Liste des sénatrices
| Nom (durée de vie)                   | Parti | Parti       | État                 | Début de mandat   | Fin de mandat    | Durée du mandat            | Remarque          |
| ------------------------------------ | ----- | ----------- | -------------------- | ----------------- | ---------------- | -------------------------- | ----------------- |
| Rebecca Felton (1835–1930)           |       | Démocrate   | Géorgie              | 21 novembre 1922  | 22 novembre 1922 | 1 jour                     | Nomination        |
| Hattie Caraway (1878–1950)           |       | Démocrate   | Arkansas             | 9 décembre 1931   | 3 janvier 1945   | 13 ans et 25 jours         | Nomination        |
| Rose Long (1892–1970)                |       | Démocrate   | Louisiane            | 31 janvier 1936   | 3 janvier 1937   | 11 mois et 3 jours         | Nomination        |
| Dixie Graves (1882–1965)             |       | Démocrate   | Alabama              | 20 août 1937      | 10 janvier 1938  | 4 mois et 21 jours         | Nomination        |
| Gladys Pyle (1890–1989)              |       | Républicain | Dakota du Sud        | 9 novembre 1938   | 3 janvier 1939   | 1 mois et 25 jours         | Élection spéciale |
| Vera C. Bushfield (1889–1976)        |       | Républicain | Dakota du Sud        | 6 octobre 1948    | 26 décembre 1948 | 2 mois et 20 jours         | Nomination        |
| Margaret C. Smith (1897–1995)        |       | Républicain | Maine                | 3 janvier 1949    | 3 janvier 1973   | 24 ans                     | Élection          |
| Eva Bowring (1892–1985)              |       | Républicain | Nebraska             | 16 avril 1954     | 7 novembre 1954  | 6 mois et 22 jours         | Nomination        |
| Hazel Abel (1888–1966)               |       | Républicain | Nebraska             | 8 novembre 1954   | 31 décembre 1954 | 1 mois et 23 jours         | Élection spéciale |
| Maurine Neuberger (en) (1907–2000)   |       | Démocrate   | Oregon               | 9 novembre 1960   | 3 janvier 1967   | 6 ans, 1 mois et 25 jours  | Élection spéciale |
| Elaine Edwards (née en 1929)         |       | Démocrate   | Louisiane            | 1er août 1972     | 13 novembre 1972 | 3 mois et 12 jours         | Nomination        |
| Muriel Humphrey (1912–1998)          |       | Démocrate   | Minnesota            | 25 janvier 1978   | 7 novembre 1978  | 9 mois et 13 jours         | Nomination        |
| Maryon Allen (née en 1925)           |       | Démocrate   | Alabama              | 8 juin 1978       | 7 novembre 1978  | 4 mois et 30 jours         | Nomination        |
| Nancy Kassebaum (née en 1932)        |       | Républicain | Kansas               | 23 décembre 1978  | 3 janvier 1997   | 18 ans et 11 jours         | Élection          |
| Paula Hawkins (1927–2009)            |       | Républicain | Floride              | 1er janvier 1981  | 3 janvier 1987   | 6 ans et 2 jours           | Élection          |
| Barbara Mikulski (née en 1936)       |       | Démocrate   | Maryland             | 3 janvier 1987    | 3 janvier 2017   | 30 ans                     | Élection          |
| Jocelyn Burdick (née en 1922)        |       | Démocrate   | Dakota du Nord       | 16 septembre 1992 | 14 décembre 1992 | 2 mois et 28 jours         | Nomination        |
| Dianne Feinstein (née en 1933)       |       | Démocrate   | Californie           | 10 novembre 1992  |                  | 32 ans, 4 mois et 4 jours  | Élection spéciale |
| Barbara Boxer (née en 1940)          |       | Démocrate   | Californie           | 3 janvier 1993    | 3 janvier 2017   | 24 ans                     | Élection          |
| Carol Moseley-Braun (née en 1947)    |       | Démocrate   | Illinois             | 3 janvier 1993    | 3 janvier 1999   | 6 ans                      | Élection          |
| Patty Murray (née en 1950)           |       | Démocrate   | Washington (État)    | 3 janvier 1993    |                  | 32 ans, 2 mois et 11 jours | Élection          |
| Kay Hutchison (née en 1943)          |       | Républicain | Texas                | 14 juin 1993      | 3 janvier 2013   | 19 ans, 6 mois et 20 jours | Élection spéciale |
| Olympia Snowe (née en 1947)          |       | Républicain | Maine (États-Unis)   | 3 janvier 1995    | 3 janvier 2013   | 18 ans                     | Élection          |
| Sheila Frahm (née en 1945)           |       | Républicain | Kansas               | 11 juin 1996      | 6 novembre 1996  | 4 mois et 26 jours         | Nomination        |
| Susan Collins (née en 1952)          |       | Républicain | Maine (États-Unis)   | 3 janvier 1997    |                  | 28 ans, 2 mois et 11 jours | Élection          |
| Mary Landrieu (née en 1955)          |       | Démocrate   | Louisiane            | 3 janvier 1997    | 3 janvier 2015   | 18 ans                     | Élection          |
| Blanche Lincoln (née en 1960)        |       | Démocrate   | Arkansas             | 3 janvier 1999    | 3 janvier 2011   | 12 ans                     | Élection          |
| Maria Cantwell (née en 1958)         |       | Démocrate   | Washington           | 3 janvier 2001    |                  | 24 ans, 2 mois et 11 jours | Élection          |
| Jean Carnahan (née en 1933)          |       | Démocrate   | Missouri             | 3 janvier 2001    | 25 novembre 2002 | 1 an, 10 mois et 22 jours  | Nomination        |
| Hillary Clinton (née en 1947)        |       | Démocrate   | New York             | 3 janvier 2001    | 21 janvier 2009  | 8 ans et 18 jours          | Élection          |
| Debbie Stabenow (née en 1950)        |       | Démocrate   | Michigan             | 3 janvier 2001    |                  | 24 ans, 2 mois et 11 jours | Élection          |
| Lisa Murkowski (née en 1957)         |       | Républicain | Alaska               | 20 décembre 2002  |                  | 22 ans, 2 mois et 22 jours | Nomination        |
| Elizabeth Dole (née en 1936)         |       | Républicain | Caroline du Nord     | 3 janvier 2003    | 3 janvier 2009   | 6 ans                      | Élection          |
| Amy Klobuchar (née en 1960)          |       | Démocrate   | Minnesota            | 3 janvier 2007    |                  | 18 ans, 2 mois et 11 jours | Élection          |
| Claire McCaskill (née en 1953)       |       | Démocrate   | Missouri             | 3 janvier 2007    |                  | 18 ans, 2 mois et 11 jours | Élection          |
| Jeanne Shaheen (née en 1947)         |       | Démocrate   | New Hampshire        | 3 janvier 2009    |                  | 16 ans, 2 mois et 11 jours | Élection          |
| Kay Hagan (née en 1953)              |       | Démocrate   | Caroline du Nord     | 3 janvier 2009    | 3 janvier 2015   | 6 ans                      | Élection          |
| Kirsten Gillibrand (née en 1966)     |       | Démocrate   | New York             | 26 janvier 2009   |                  | 16 ans, 1 mois et 16 jours | Nomination        |
| Kelly Ayotte (née en 1968)           |       | Républicain | New Hampshire        | 3 janvier 2011    | 3 janvier 2017   | 6 ans                      | Élection          |
| Tammy Baldwin (née en 1962)          |       | Démocrate   | Wisconsin            | 3 janvier 2013    |                  | 12 ans, 2 mois et 11 jours | Élection          |
| Deb Fischer (née en 1951)            |       | Républicain | Nebraska             | 3 janvier 2013    |                  | 12 ans, 2 mois et 11 jours | Élection          |
| Heidi Heitkamp (née en 1955)         |       | Démocrate   | Dakota du Nord       | 3 janvier 2013    |                  | 12 ans, 2 mois et 11 jours | Élection          |
| Mazie Hirono (née en 1947)           |       | Démocrate   | Hawaï                | 3 janvier 2013    |                  | 12 ans, 2 mois et 11 jours | Élection          |
| Elizabeth Warren (née en 1949)       |       | Démocrate   | Massachusetts        | 3 janvier 2013    |                  | 12 ans, 2 mois et 11 jours | Élection          |
| Joni Ernst (née en 1970)             |       | Républicain | Iowa                 | 3 janvier 2015    |                  | 10 ans, 2 mois et 11 jours | Élection          |
| Shelley Moore Capito (née en 1953)   |       | Républicain | Virginie-Occidentale | 3 janvier 2015    |                  | 10 ans, 2 mois et 11 jours | Élection          |
| Catherine Cortez Masto (née en 1964) |       | Démocrate   | Nevada               | 3 janvier 2017    |                  | 8 ans, 2 mois et 11 jours  | Élection          |
| Tammy Duckworth (née en 1968)        |       | Démocrate   | Illinois             | 3 janvier 2017    |                  | 8 ans, 2 mois et 11 jours  | Élection          |
| Kamala Harris (née en 1964)          |       | Démocrate   | Californie           | 3 janvier 2017    |                  | 8 ans, 2 mois et 11 jours  | Élection          |
| Maggie Hassan (née en 1958)          |       | Démocrate   | New Hampshire        | 3 janvier 2017    |                  | 8 ans, 2 mois et 11 jours  | Élection          |